# Struki (sielsowiet Wołkołata)
Struki (biał. Струкі; ros. Струки) – wieś na Białorusi, w obwodzie witebskim, w rejonie dokszyckim, w sielsowiecie Wołkołata.

## Historia
W czasach zaborów w gminie Wołkołata, w powiecie wilejskim, w guberni wileńskiej Imperium Rosyjskiego.
W latach 1921–1945 wieś leżała w Polsce, w województwie wileńskim, w powiecie duniłowickim, od 1926 w powiecie postawskim, w gminie Wołkołata.
Według Powszechnego Spisu Ludności z 1921 roku zamieszkiwało tu 75 osób, wszystkie były wyznania rzymskokatolickiego. Jednocześnie 69 mieszkańców zadeklarowało polską przynależność narodową, 6 białoruską. Było tu 15 budynków mieszkalnych. W 1931 w 18 domach zamieszkiwało 86 osób.
Wierni należeli do parafii rzymskokatolickiej w Wołkołacie. Miejscowość podlegała pod Sąd Grodzki w Duniłowiczach i Okręgowy w Wilnie; właściwy urząd pocztowy mieścił się w Wołkołacie.
Po agresji ZSRR na Polskę w 1939 roku wieś znalazła się w granicach BSRR. W latach 1941–1944 była pod okupacją niemiecką. Od 1945 leżała w BSRR. W latach 1954 – 1960 wieś była stolicą sielsowietu Struki. Od 1991 roku w Republice Białorusi.